# 제브라 (기업)

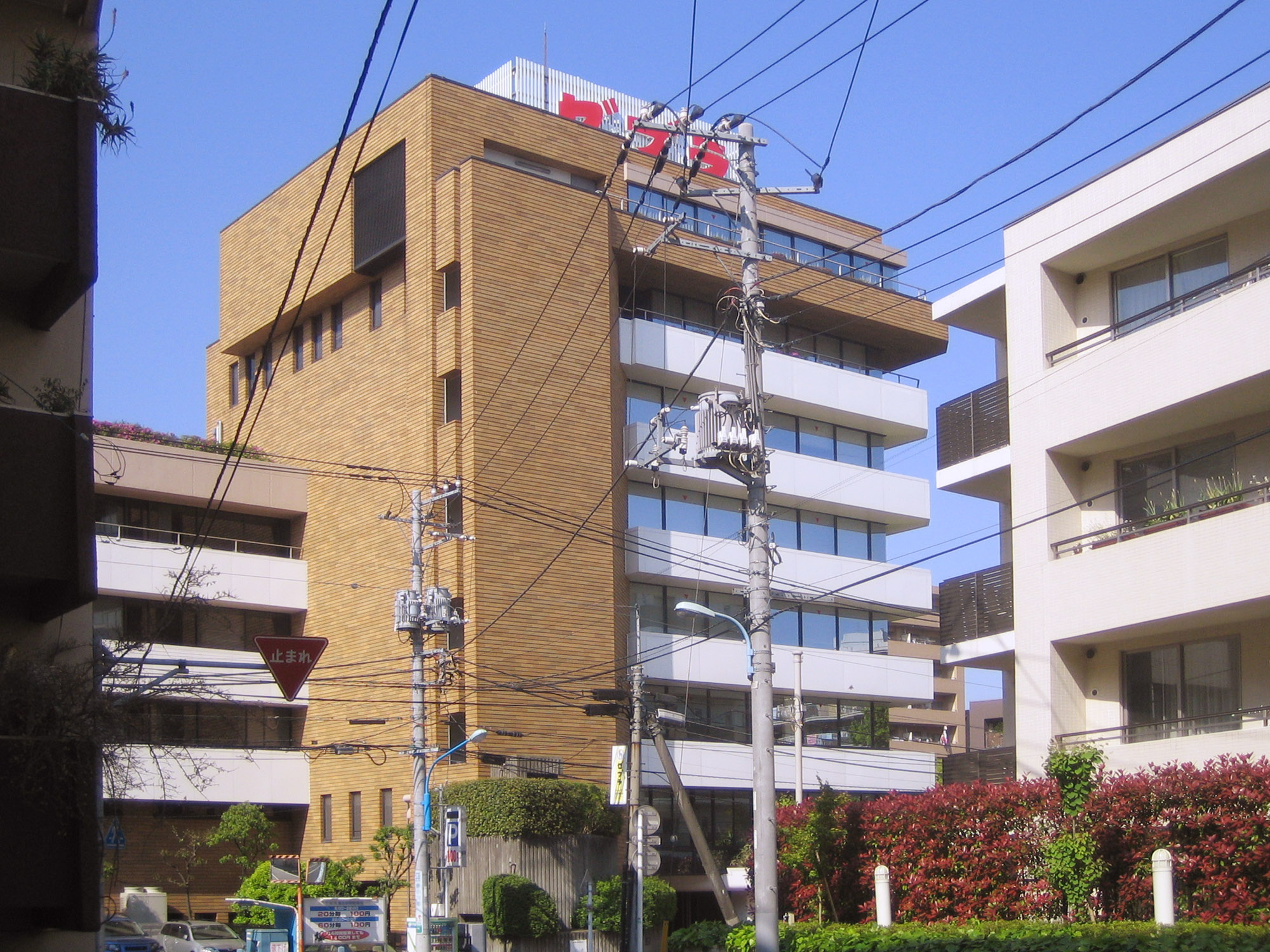

제브라(일본어: ゼブラ株式会社, 영어: ZEBRA)는 일본의 필기류 회사이다.

## 역사
1897년 창업자 이시카와 도쿠마츠(石川徳松)은 기술자인 마쓰자키 센쿠라(松崎仙蔵)의 도움을 받아 일본산의 강철 펜촉의 개발에 성공한 뒤, 이시카와 펜촉 제작소의 이름으로 창업하였다. 1914년에는 얼룩말을 심볼로 한 로고마크를 제작하여 상표등록및 채용하여, 제브라 펜의 브랜드를 확립하였다.
1957년에는 펜촉에 이어 새로운 필기구로서 볼펜 제작에 착수하여 1959년 최초의 상품 No.5911를 발매하였다.
1963년에는 회사명을 이시카와 펜촉제작소에서 제브라로 변경하고, 이후 3색 볼펜, 사인펜, 펠드펜, 붓펜, 샤프등 독창적인 필기구를 차례차례로 출시하여 일본을 대표하는 필기구 제작사가 되었다.
1982년에는 미국 뉴욕에 독립 지사를 설립하여 미국내 소매점, 도매상 및 우편 판매를 통해 다양한 종류의 필기구를 판매하기 시작했다.

## 이름
회사 이름 제브라는 얼룩말이 단결력이 강한 동물인 점에 착안하여 사원이 인화단결하여 회사를 이끌어가자는 이유에서 유래되었다. 또한 얼룩말의 한자표기인 斑馬가 王과 文이라는 글자의 조합인 점도 이유라고 한다.

## 주요 상품
다기능 펜으로는 적·흑·샤프 펜슬이 로터리 식으로 어느 방향으로도 작동되는 'SK-SHARBO +1'과 적·흑·청·록·샤프 펜슬의 5개의 기능을 컴팩트하게 담은 '클립 온 멀티'가 대표적이다
- 샤보
- 체크펜
- 블렌
- 지무니
- 마키
- 제브라 멀티
- 제브라 델가드